# Jennifer Schwalbach Smith
Jennifer Schwalbach Smith, conosciuta anche semplicemente come Jennifer Schwalbach, (Newark, 7 aprile 1972) è un'attrice e giornalista statunitense.

## Biografia
Già giornalista di USA Today, entrò in confidenza con il regista Kevin Smith dopo averlo intervistato riguardo a dicerie sul fatto che egli fosse il vero autore di Will Hunting - Genio ribelle. Stando a quanto dichiarato negli extra del DVD del film del 2001 Jay & Silent Bob... Fermate Hollywood!, Smith cercava qualcuno per la parte di Missy, una della ladre di diamanti. Schwalbach chiese di poter avere il ruolo ed egli decise di darle un'opportunità.
Jennifer ebbe anche ruoli di cameo in altre produzioni di Smith come Jersey Girl e un episodio della serie TV canadese Degrassi: The Next Generation (Goin' Down the Road: Parte 1). Ebbe anche una parte nel film del 2002 Now You Know. Nel gennaio 2004 la Schwalbach apparve parzialmente nuda, con un look alla Superman, per il magazine Playboy, in una foto scattata dal marito. Due delle sue più recenti apparizioni sono state nel film del 2006 Clerks II, in cui ebbe il ruolo della fidanzata del protagonista Dante Hicks, Emma Bunting; e un ruolo minore nel nuovo film di Smith Zack e Miri - Amore a primo sesso.

### Vita privata
Schwalbach sposò Kevin Smith il 25 aprile 1999. Hanno una figlia, Harley Quinn Smith (chiaramente un omaggio ad Harley Quinn, nemica di Batman), anche lei attrice. Schwalbach vive a Los Angeles con Kevin, la figlia, e i loro genitori.

## Filmografia

### Cinema
- Jay & Silent Bob... Fermate Hollywood! (Jay and Silent Bob Strike Back), regia di Kevin Smith (2001)
- Now You Know, regia di Jeff Anderson (2002)
- Jersey Girl, regia di Kevin Smith (2004)
- Clerks II, regia di Kevin Smith (2006)
- Zack & Miri - Amore a... primo sesso (Zack and Miri Make a Porno), regia di Kevin Smith (2008)
- Red State, regia di Kevin Smith (2011)
- Tusk, regia di Kevin Smith (2014)
- The Mission, regia di Josh Roush – cortometraggio (2015)
- Yoga Hosers, regia di Kevin Smith (2016)
- Clerks III, regia di Kevin Smith (2022)

### Televisione
- Degrassi: The Next Generation - serie TV, episodi 4x21-4x22 (2005)

## Doppiaggio
- Jay and Silent Bob's Super Groovy Cartoon Movie, regia di Steve Stark (2013)

## Doppiatrici italiane
- Alessandra Korompay in Clerks II, Clerks III
- Laura Lenghi in Jay & Silent Bob... Fermate Hollywood!
- Giuppy Izzo in Jersey Girl
- Laura Latini in Zack & Miri - Amore a... primo sesso